# Mieczysław Batsch
Pour les articles homonymes, voir Batsch.
Mieczysław Józef Batsch ou Bacz (né le 1er janvier 1900 à Lemberg en royaume de Galicie et de Lodomérie et mort le 9 septembre 1977 à Przemyśl) est un joueur de football international polonais.